# 殿山站
殿山站（日语：／ Tonoyama eki */?）是位於茨城縣常陸那珂市牛久保二丁目7號，常陸那珂海濱鐵道的湊線車站。

## 歷史
- 1928年（昭和3年）7月17日 - 湊鐵道車站啟用。
- 1944年（昭和19年）8月1日 - 公司合併後，成為茨城交通車站。
- 1996年（平成8年）9月17日 - 除了星期六、假日及夏季期間外，日間設有車站職員當值。
- 2008年（平成20年）4月1日 - 由常陸那珂海濱鐵道接管鐵路線。
- 2010年（平成22年）5月14日 - 在此日後再沒有車站職員當值，再次成為無人車站。

## 車站構造
此站是地面車站，設有1面1線的單式月台。此站是無人車站。車站位於較高的地方，鄰近的住宅區位於較低的地方。此站設有列車進站電鈴，但是沒有在運作。在月台上設有上蓋和長椅。
此站在啟用長久以來均沒有車站職員當值。在1996年（平成8年）9月起，在上學、通勤時段設有職員賞值（在夏季車站職員會前往阿字浦站進行業務，因此此站無人當值）。但是在2010年（平成22年）5月14日日後，不再設有車站職員業值，此站再次成為無人車站。

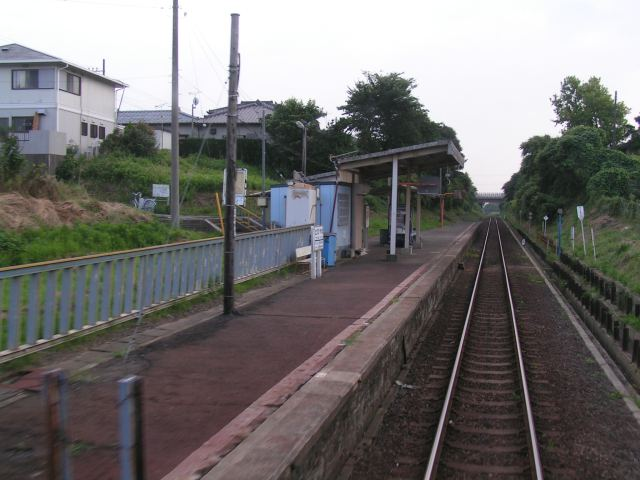
殿山站(2005年8月2日)
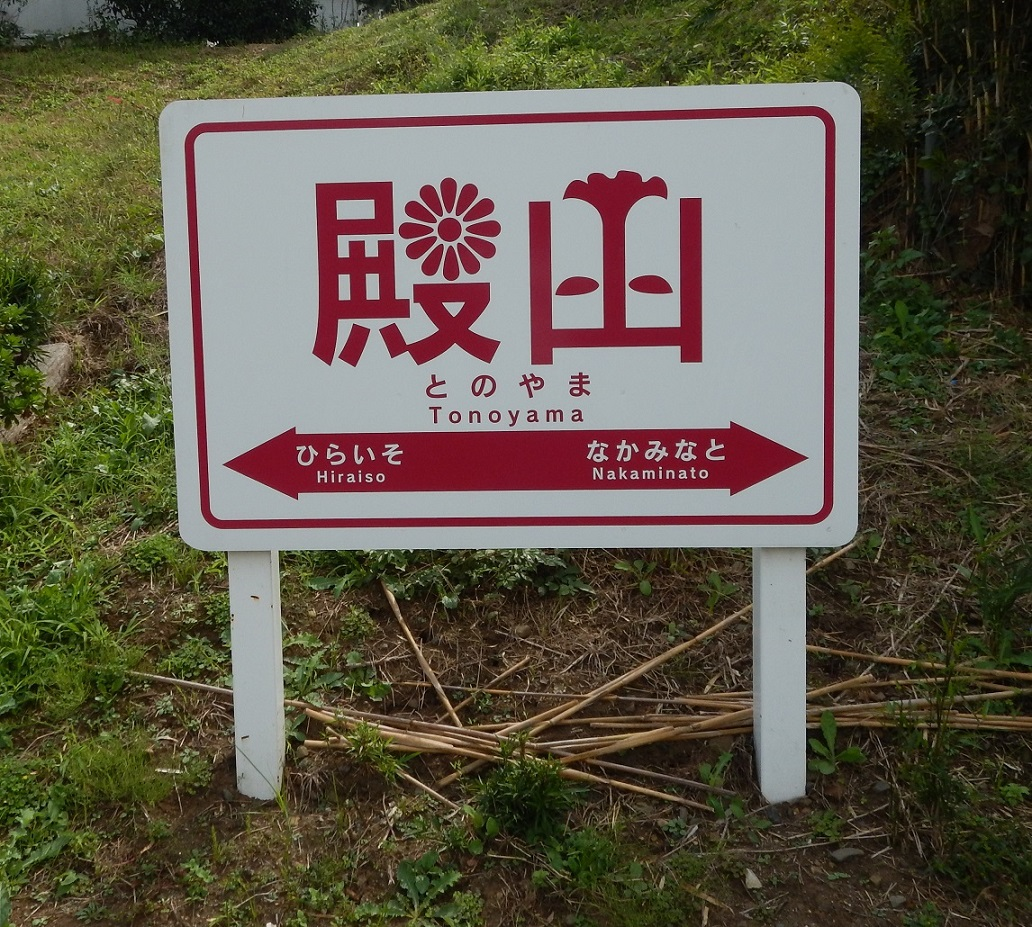
站名牌(2019年10月)

## 在此站的運行形態
- 上行（那珂湊、勝田方向）
  - 日間設有大約每小時1-2班普通列車（前往勝田）停靠，此站的尾班車只會前往那珂湊[1]。
- 下行（阿字浦方向）
  - 日間設有大約每小時1-2班普通列車（前往阿字浦）停靠[1]。

## 使用狀況
- 以下為此站使用狀況變遷[2]：
  - 一年乘車人次以人作單位。更適合用於比較年度數據。
  - 當中，最高値會使用紅色，在最高値記錄年度以後的最低値使用青色、在最高値記錄年度以前的最低値使用綠色作標記。

| 年度               | 一年乘車人次：人／年度 | 一年乘車人次：人／年度 | 一年乘車人次：人／年度 | 一年乘車人次：人／年度 | 特別事項 |
| ------------------ | ---------------------- | ---------------------- | ---------------------- | ---------------------- | -------- |
| 年度               | 通勤定期乘客           | 上學定期乘客           | 其他乘客               | 合計                   | 特別事項 |
| 2000年（平成12年） |                        |                        |                        | 88,535                 |          |
| 2001年（平成13年） |                        |                        |                        | 92,248                 |          |
| 2002年（平成14年） |                        |                        |                        | 91,376                 |          |
| 2003年（平成15年） |                        |                        |                        | 82,468                 |          |
| 2004年（平成16年） |                        |                        |                        | 80,962                 |          |
| 2005年（平成17年） |                        |                        |                        | 71,434                 |          |
| 2006年（平成18年） |                        |                        |                        | 62,228                 |          |
| 2007年（平成19年） |                        |                        |                        | 55,177                 |          |
| 2008年（平成20年） |                        |                        |                        | 60,183                 |          |
| 2009年（平成21年） |                        |                        |                        | 54,385                 |          |
| 2010年（平成22年） |                        |                        |                        | 48,545                 |          |
| 2011年（平成23年） |                        |                        |                        | 41,358                 |          |
| 2012年（平成24年） |                        |                        |                        | 48,257                 |          |
| 2013年（平成25年） |                        |                        |                        | 51,465                 |          |
| 2014年（平成26年） |                        |                        |                        | 57,670                 |          |
| 2015年（平成27年） |                        |                        |                        | 60,590                 |          |
| 2016年（平成28年） |                        |                        |                        | 58,765                 |          |
| 2017年（平成29年） |                        |                        |                        | 61,274                 |          |
| 2018年（平成30年） |                        |                        |                        | 61,685                 |          |

## 車站周邊
- 常陸那珂市政廳那珂湊分所（舊・那珂湊市政廳）
- 常陸那珂市立那珂湊中學
- 常陸那珂市立那珂湊第二小學
- 殿山簡易郵局

## 相鄰車站
常陸那珂海濱鐵道
■湊線
那珂湊－殿山－平磯

## 注腳
1. 1 2  殿山駅時刻表.駅探（日語）
2. ↑  ひたちなか市統計書各年度版 （页面存档备份，存于）（日語）

## 外部連結
- 殿山站 （页面存档备份，存于）（日語） - 常陸那珂海濱鐵道